# Петораца Гримани
Петора̀ца Грима̀ни (на италиански: Pettorazza Grimani; на венециански: Pettorassa Grimani, Петораса Гримани) е село и община в Северна Италия, провинция Ровиго, регион Венето. Разположено е на 3 m надморска височина. Населението на общината е 1690 души (към 2012 г.).